# San Cayetano (Bolívar)
San Cayetano es un centro poblado del municipio de San Juan Nepomuceno (Bolívar), en Colombia. Es considerado unos de los centros poblados con más habitante de la subregión con una población aproximada de 8.000 habitantes y está situada en el piedemonte de los Montes de María en el departamento de Bolívar al costado izquierdo de la Troncal de Occidente, vía a Cartagena de Indias. Limita al oriente con el centro poblado San Basilio de Palenque, al norte con el centro poblado Malagana, y al sur con la cabecera municipal. Se considera la puerta de entrada a la región conocida como Montes de María.

## Historia
Fue unos de los sitios fundados por Antonio de la Torre y Miranda el 13 de agosto de 1776 por orden del gobernador de la antigua provincia de Cartagena para reubicar y organizar los habitantes de la región.
La población es atravesada por el arroyo Toro, el cual se une al arroyo naranjal en el corazón de la localidad. Estos arroyos nacen en las serranías de los Montes de María y desembocan en el Canal del Dique.
En la actualidad carece del servicio de alcantarillado y goza de un servicio de acueducto que funciona en forma deficiente.

## Cultura
En materia cultural en este centro poblado nació en 1938 la cantante afrocolombiana de música autóctona del Caribe Colombiano, Petrona Martínez, así como también el compositor Pedro Pablo Peña.
Se celebra en el mes de octubre el festival nacional del ñame, producto insignia y de alto cultivo en esta población, el cual se caracteriza por su gran calidad. Además de las variedades gastronómicas que se ofrecen en base a este producto, se realizan presentaciones artísticas y culturales. 
Además de conocerse como la capital mundial del ñame, San Cayetano, se ha posicionado como un lugar referente en el sector gastronómico regional, gracias a la oferta de los tradicionales chicharrones de cerdo, los cuales se sirven acompañados de picante elaborado con ají chivato y suero costeño, los cuales atraen gran cantidad de visitantes y transeúntes.

## Educación
Cuenta con una institución pública de básica primaria y con una institución de bachillerato completo de 6 a 11 grado.
Luego del ataque guerrillero sufrido en noviembre de 1996, muchos moradores de la población emigraron hacia ciudades de la Costa donde los jóvenes de la época continuaron su proceso de formación, es por eso, que hoy está catalogado como uno de los centro poblado con más profesionales por habitante en Bolívar.

## Población
Gracias a su privilegiada ubicación, sobre la carretera troncal de occidente a 55 km de la ciudad de Cartagena, su población se ha duplicado en los últimos 20 años. 
A las primeras familias que lo habitaron como los Valdez, Silva, Angulo, Buelvas, Rodríguez, Barrios, Hernández, Leones, Rivera, Díaz y Cañate, se sumaron visitantes que se quedaron a vivir y conformaron nuevos y diversos grupos familiares, lo cual creció exponencialmente con el retorno de familias radicadas en Venezuela.

## Cultura
Goza de un gran arraigo cultural principalmente en su aspecto musical. Existe desde hace muchos años la danza de los negros, la cual evoca la lucha del esclavo africano en defensa del asedio y yugo español. Esta población, goza de tradiciones culinarias familiares, encabezadas por las matronas de la familia, las cuales se caracterizaron por ser el sostén de los hogares locales a través de comidas típicas caseras como bollos de maíz harinado, asadura de cerdo guisado, sopas de mondongo, machucado de ají con ñame , fritos y variedad de dulces.
San Cayetano es conocida como la capital del ñame en Colombia porque es el lugar donde más se produce y se cultiva este producto ya que este centro poblado pertenece a la Región de los Montes de María el lugar donde más se cultiva ñame en Sudamérica.
En el mes de agosto se celebran las fiestas patronales en honor a San Cayetano su patrono en el cual se celebran las corralejas la procesión y la parranda hasta el amanecer .
En el mes de octubre el centro poblado se engalana con el tradicional Festival Nacional del Ñame donde se le ofrecen a los visitantes diferentes productos hechos a base de este tubérculo como la chicha, el machucado de ají con ñame , el enñamado , la pizza  entre otros productos los cuales deleitan el paladar de los sancayetaneros y los turistas que por estas fechas visitan San Cayetano.